# Gabriola Island
|                       | Jan   | Feb  | Mär  | Apr  | Mai  | Jun  | Jul  | Aug  | Sep  | Okt  | Nov   | Dez   |   |       |
| Mittl. Tagesmax. (°C) | 6,7   | 7,8  | 10   | 13,1 | 16,7 | 19,5 | 22,4 | 22,4 | 19,1 | 13,4 | 8,8   | 6,3   | ⌀ | 13,9  |
| Mittl. Tagesmin. (°C) | 1     | 0,7  | 2,2  | 3,9  | 6,6  | 9,6  | 11,4 | 11,2 | 8,5  | 5,2  | 2,3   | 0,7   | ⌀ | 5,3   |
|                       |       |      |      |      |      |      |      |      |      |      |       |       |   |       |
| Niederschlag (mm)     | 147,3 | 95,6 | 92,1 | 62,8 | 47,9 | 43,2 | 24,5 | 26,6 | 33,9 | 86,3 | 156,9 | 140,5 | Σ | 957,6 |

| 1 |

| 0,7 |

| 2,2 |

| 3,9 |

| 6,6 |

| 9,6 |

| 11,4 |

| 11,2 |

| 8,5 |

| 5,2 |

| 2,3 |

| 0,7 |

| 1 |

| 0,7 |

| 2,2 |

| 3,9 |

| 6,6 |

| 9,6 |

| 11,4 |

| 11,2 |

| 8,5 |

| 5,2 |

| 2,3 |

| 0,7 |

Gabriola Island ist eine kanadische Insel, die zum Bezirk von Nanaimo (Regional District of Nanaimo) gehört. Sie liegt an der Westküste von British Columbia, zwischen dem Festland und Vancouver Island (der Straße von Georgia) und gehört zu den Gulf Islands. Sie ist 14 km lang, 4,2 km breit und hat eine Gesamtfläche von 57,6 km². Verwaltungstechnisch gehört die Insel zum Regional District of Nanaimo und dort, zusammen mit Mudge Island und De Courcy Island, zum Bezirk B.
Der Name der Insel geht nach heute vorherrschender Meinung auf einen Übertragungsfehler zurück. Im Jahr 1791 hatte die Expedition unter der Leitung von José María Narváez die Insel erreicht. Unter diesem erhielt der südliche Punkt der Insel den Namen Punta de Gaviola. Das Wort Gaviola bedeutet zum einen Möwe und war zum anderen der Familienname eines wichtigen Förderers der spanischen Marine. In den ersten Aufzeichnungen der britischen Entdecker findet sich noch der Name Gaviola, jedoch ab Mitte des 18. Jahrhunderts wurde daraus erst Gabiola und schließlich Gabriola.

## Geschichte

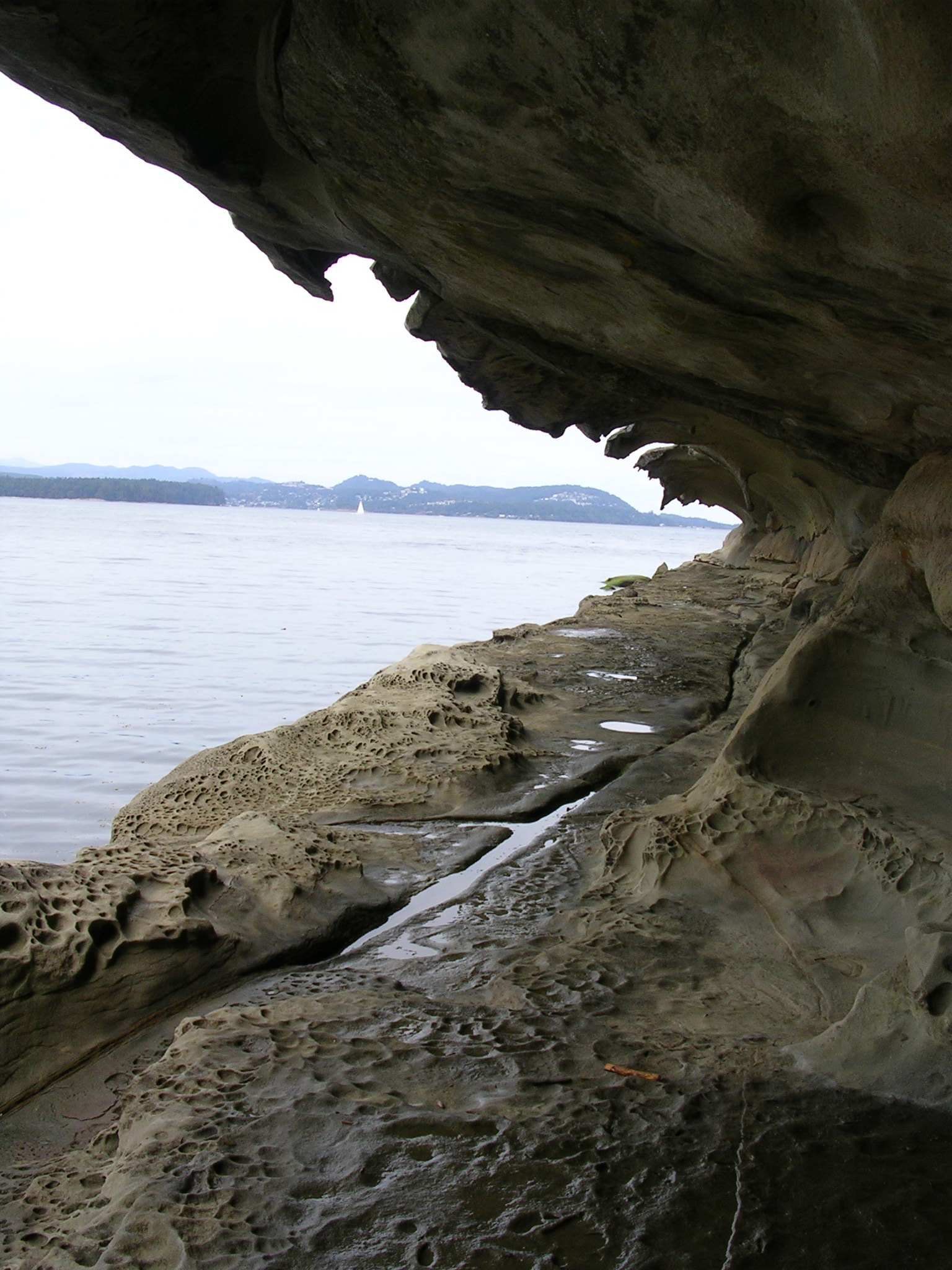
Malaspina Galleries

Zahlreiche Petroglyphen auf Gabriola weisen auf die Anwesenheit von First Nations hin, Vorfahren der heutigen Küsten-Salish. Sie sind anscheinend allesamt binnen weniger Jahrzehnte in der Marpole-Phase entstanden, die von etwa 600 v. Chr. bis 1000 n. Chr. reichte. An zwei Stellen, Degnen Bay und Indian Point (t’hit’hw’utquson) ließen sich Dörfer nachweisen, die mindestens 2000 Jahre zurückweisen.
Die Namen etlicher skurriler Sandsteinformationen wie die Malaspina Galleries, die nach Alessandro Malaspina di Mulazzo benannt sind, verweisen auf spanische Wurzeln. Sie sichteten erstmals 1791 die Insel und landeten im nächsten Jahr in der Descanso Bay. Die lokalen Indianer handelten mit den Spaniern und zeigten ihnen Trinkwasserquellen.
Die ersten nicht-indianischen Siedler waren die Iren Robert Gray und Thomas Degnen aus Nanaimo Anfang der 1860er Jahre. Sie heirateten Frauen der Salish, ebenso wie die ihnen folgenden Siedler. Ende der 1870er Jahre waren alle Kinder, bis auf eines, Abkömmlinge solcher Ehen. Degnen erwarb 600 Acre Land und züchtete Vieh. Seine Lämmer verkaufte er nach Nanaimo. Robert Gray hingegen wurde der erste Leuchtturmwärter auf Entrance Island. Nach dem Zensus von 1901 lebten 20 verheiratete Männer mit ihren Kindern und Frauen auf der Insel, dazu kamen 5 Witwen bzw. Witwer sowie 6 unverheiratete Farmer. Dabei kamen auf 57 Frauen 105 Männer. Der Median des Alters lag bei ersteren bei 19, bei letzteren bei 22 Jahren. Die meisten der Zugewanderten kamen aus Großbritannien, nur John Silva, der Namensgeber der Silva Bay, war Portugiese.
Zunächst wurde ausschließlich Landwirtschaft, Jagd und Fischfang betrieben, bald kam Holzfällerei und der Abbau von Sandstein hinzu (Descanso Bay). Ihre Produkte waren überwiegend für Victoria bestimmt, ebenso wie die Ziegelproduktion am Brickyard Hill, wo viele Chinesen hinzogen. Letztere schloss 1945 ihre Pforten. Ab den 1920er Jahren kam als Wirtschaftszweig der Tourismus hinzu, insbesondere aus Vancouver. Zahlreiche Baugrundstücke wurden an sie verkauft. Die Landwirtschaft begann sich zunehmend zu spezialisieren, so dass Äpfel, Kirschen, Pfirsiche, Erdbeeren, Tomaten, Raspberrys, Zwiebeln und Rhabarber angepflanzt wurden, aber auch weiterhin Weizen und Mais.
2001 hatte Gabriola 3.522 Einwohner, ihr Alters-Median lag bei 49,3 Jahren. Bis 2006 stieg er auf 52,9 Jahre bei einer Bevölkerungszahl von 4.050. In dieser Zeit beschleunigte sich das Bevölkerungswachstum rapide durch Zuzug von Älteren. 44 % der Bevölkerung waren zwischen 50 und 70 Jahre alt.

## Verkehr
Eine Fähre der BC Ferries verbindet die Insel mit Nanaimo, die übliche Fahrzeit beträgt 20 Minuten. Die Anlegestelle ist am westlichen Ende der Insel in Richtung Nanaimo errichtet worden. Die meisten Einwohner Gabriolas pendeln nach Nanaimo zur Arbeit und auch High-School-Schüler müssen die Fähre nehmen, um zur Schule zu gelangen.
Es besteht zudem eine direkte Route per Wasserflugzeug vom Vancouver International Airport nach Silva Bay, das am östlichen Ende der Insel liegt (IATA-Code SYF).

## Sport
Gabriola verfügt über einen Golfplatz mit neun Löchern.